# Wahlkreis Dresden VII
Der Wahlkreis Dresden VII war ein Landtagswahlkreis zur Landtagswahl in Sachsen 1990, der ersten Landtagswahl nach der Wiedergründung des Landes Sachsen. Er hatte die Wahlkreisnummer 45. Für die Landtagswahlen 1994 wurde auch infolge der Kreisreform die Wahlkreisstruktur verändert, zudem wurde die Zahl der Wahlkreise von 80 auf 60 verringert. Das Gebiet des Wahlkreises Dresden VII wurde Teil einer der sechs Wahlkreise auf Dresdener Stadtgebiet.
Das Wahlkreisgebiet umfasste Teile des Stadtbezirkes Nord mit den Wohnbezirken 110 bis 142, 145 bis 155, 170 bis 182 sowie 207 bis 223.

## Ergebnisse
Die Landtagswahl 1990 fand am 14. Oktober 1990 statt und hatte folgendes Ergebnis für den Wahlkreis Dresden VII:
| Direktkandidat | Partei (Kürzel) | Erststimmen (%) | Zweitstimmen (%) |
| -------------- | --------------- | --------------- | ---------------- |
|                | DA              | -               | 00,7             |
| Karl Mannsfeld | CDU             | 49,4            | 52,1             |
|                | Chr. L          | -               | 00,4             |
|                | DBU             | -               | 00,6             |
|                | DSU             | 06,2            | 04,8             |
|                | F.D.P.          | 05,1            | 04,1             |
|                | LL-PDS          | 13,3            | 13,0             |
|                | NPD             | -               | 00,7             |
|                | FORUM           | 11,1            | 08,3             |
|                | RAP             | -               | 00,1             |
|                | SHB             | -               | 00,1             |
|                | SPD             | 15,0            | 15,0             |

Es waren 42.241 Personen wahlberechtigt. Die Wahlbeteiligung lag bei 72,1 %. Von den abgegebenen Stimmen waren 1,8 % ungültig. Als Direktkandidat wurde Karl Mannsfeld (CDU) mit 49,4 % aller gültigen Stimmen gewählt.